# OutRun Online Arcade
OutRun Online Arcade — видеоигра в жанре аркадных автогонок, часть серии OutRun, разработанная компанией Sumo Digital. OutRun Online Arcade была выпущена для консолей PlayStation 3 и Xbox 360 и для аркадных автоматов. Данную игру можно было скачать только через сервисы PlayStation Network и Xbox Live.
13 октября 2010 года Sega объявила, что OutRun Online Arcade будет удалена из PlayStation Network, а в декабре 2011 года она была удалена из Xbox Live Arcade за истечением срока их контракта с Ferrari.

## Геймплей
Игра включает в себя 10 машин Ferrari и 15 этапов.
В OutRun Online Arcade, игрок управляет автомобилем с видом от третьего лица и может приступить к гонке, состоящей из 15 уровней. В конце каждого уровня, будут представлены развилки дорог, что позволяет игроку выбрать один из двух этапов. Левый маршрут самый лёгкий, в то время как правый более сложный. Игроку нужно проходить через контрольно-пропускные пункты для получения дополнительного времени. Как только таймер достигнет нуля или игрок завершает гонку, игра заканчивается.
OutRun Online Arcade имеет четыре режима игры: «OutRun», «Time Attack», «Continuous Race» и «Heart Attack». В режиме «OutRun» нужно проити через пять из пятнадцати уровней, выбирая путь. Как и в предыдущих играх серии даётся время, которое увеличивается при прохождении через контрольно-пропускные пункты. В режиме «Time Attack» игрок соревнуется с автомобильным «призраком», то есть автомобилем, которым игрок играл раньше. Режим «Continuous Race» является новым для серии. Задачей игрока является завершение всех 15 этапов в одной гонке.
В режиме «Heart Attack» нужно выполнить определенные задания девушки в автомобиле игрока, например сделать определенные трюки и действия. В случае успеха заданий игрок получает сердечки от девушки. Неудача приводит к потере игроком сердец. В конце каждого задания игрока оценивают в зависимости от полученного количества сердец. Если игроку удалось удовлетворить девушку, отображается романтический конец.
Игроки могут соревноваться в мультиплеере. Имеется поддержка до 6 игроков. Игрок может настроить параметры для гонки, чтобы пройти гонку быстрее соперников. Позже все результаты выносятся на ладдер.

## Разработка игры
Игра частично основана на OutRun 2006: Coast 2 Coast, она содержит 15 этапов из OutRun 2 SP и 10 официально лицензированных машин марки Ferrari. OutRun Online Arcade имеет поддержку онлайн, в который можно играть до 6 игроков, а также графику высокого разрешения. Филиал Sega Europe после выпуска игры провела конкурс, в котором победитель гонки выиграл поездку в город Маранелло, Италия, где производятся машины Ferrari. Игра была выпущена для Xbox 360 15 апреля 2009 года. Релиз для PlayStation 3 состоялся 16 апреля 2009 года исключительно для европейского региона.
Осенью 2009 года на Xbox Live Arcade состоялось расширение игры до 2 гигабайт. По словам разработчиков, до расширения игра весила всего 350 мегабайт. Для того, чтобы соответствовать игру в ограниченном размере, разработчикам пришлось удалить уровни из OutRun 2 и OutRun 2006: Coast 2 Coast, а также несколько машин и выбор пассажира. Критики предположили, что разработчик выпустит дополнительный контент, в результате чего некоторые из потерянного содержимого обратно вернётся в качестве загружаемого контента. Однако, на сегодняшний день загружаемый контент не был выпущен. Игра была удалена из сети PlayStation Network в октябре 2010 года, с Xbox Live Arcade удалили игру в декабре 2011 года. Sega объяснила, что удаление игры было связано с истечением контракта с Ferrari.

## Оценки и мнения
| Сводный рейтинг       | Сводный рейтинг              |
| Агрегатор             | Оценка                       |
| --------------------- | ---------------------------- |
| GameRankings          | 78,97 % (X360) 78,64 % (PS3) |
| Metacritic            | 79/100 (X360)                |
| Иноязычные издания    |                              |
| Издание               | Оценка                       |
| 1UP.com               | B+                           |
| AllGame               | [ 16 ]                       |
| Edge                  | 8/10                         |
| Eurogamer             | 8/10                         |
| GameRevolution        | B                            |
| GameSpot              | 7,5/10                       |
| GamesRadar+           | 7/10                         |
| IGN                   | 8,0/10                       |
| TeamXbox              | 8,6/10                       |
| VideoGamer            | 8/10                         |
| Русскоязычные издания |                              |
| Издание               | Оценка                       |
| «Страна игр»          | 8,0/10                       |

OutRun Online Arcade была довольно хорошо принята критиками. Сайт Game Rankings и Metacritic поставили оценки по 78,97 % и 79 % для Xbox 360 соответственно. GameRankings поставил 78,64 % для PlayStation 3 версии. Игра заняла первое место по продажам в Xbox Live Arcade и занимала это лидерство две недели после его выхода, потом опустилась на седьмое место на третьей недели продаж.
GamePro отметил ценности игры в его повторе и разумную цену. IGN сравнивал игру с OutRun и добавил, что это отличный вариант. Критики хвалили OutRun Online Arcade за аркадный стиль, а также поддержку HD и графические улучшения, которые были в OutRun 2 . Game Revolution назвали игру одной из лучших трёхмерных игр на Xbox 360 Live Arcade и PlayStation Network, ссылаясь на графические улучшения.
Некоторые критики жаловались на неисправные компоненты мультиплеера. 1UP.com отметил, что хотя игра стоит нормально, но они предпочли бы платить более высокую цену, чтобы иметь сразу же дополнительный контент и более стабильный онлайн. Журнал Game Revolution был разочарован в том, что игровые режимы и автомобили из OutRun 2 и OutRun 2006: Coast 2 Coast были удалены из игры.
Российский журнал Страна игр оценил игру в 8 баллов и отметил, что по сравнению с OutRun 2006: Coast 2 Coast, OutRun Online Arcade не предложила ничего нового, кроме онлайн-режима.